# Woodville (Califórnia)
Woodville é uma Região censo-designada localizada no estado americano da Califórnia, no Condado de Tulare.

## Demografia
Segundo o censo americano de 2000, a sua população era de 1678 habitantes.

## Geografia
De acordo com o United States Census Bureau tem uma área de 11,3 km², dos quais 11,3 km² cobertos por terra e 0,0 km² cobertos por água. Woodville localiza-se a aproximadamente 103 m acima do nível do mar.

## Localidades na vizinhança
O diagrama seguinte representa as localidades num raio de 16 km ao redor de Woodville.